# Barbara W. Tuchman
Barbara Wertheim Tuchman (Nova Iorque, 30 de janeiro de 1912 – Greenwich, 6 de fevereiro de 1989) foi uma escritora e historiadora autodidata estadunidense. Ficou conhecida pelo livro The Guns of August ("Os Canhões de Agosto", no Brasil), uma história do prelúdio do primeiro mês da Primeira Guerra Mundial que lhe garantiu o Prémio Pulitzer de Não Ficção Geral. Ela venceu o Pulitzer novamente por Stilwell and the American Experience in China, 1911–45, uma biografia do General Joseph Stilwell.

## Publicações

### Livros
- The Lost British Policy: Britain and Spain Since 1700. London: United Editorial, 1938. OCLC 1437885
- Bible and Sword: England and Palestine from the Bronze Age to Balfour. Nova Iorque: New York University Press, 1956. OCLC 445506
- The Zimmerman Telegram Nova Iorque: Viking Press, 1958. OCLC 221110341
- The Guns of August. Nova Iorque: Macmillan, 1962. OCLC 781625312
- The Proud Tower: A Portrait of the World Before the War, 1890–1914. Nova Iorque: Macmillan, 1966. ISBN 0345405013
- Stilwell and the American Experience in China, 1911-45 (1971) OCLC 109537
- Notes from China. Nova Iorque: Collier, 1972. OCLC 570634
- A Distant Mirror: The Calamitous Fourteenth Century. Nova Iorque: Alfred A. Knopf, 1978. ISBN 0394400267
- Practicing History: Selected Essays. Nova Iorque: Alfred A. Knopf, 1981. ISBN 0394520866
- The March of Folly: From Troy to Vietnam. Nova Iorque: Knopf/Random House, 1984. ISBN 0394527771
- The First Salute: A View of the American Revolution. Nova Iorque: Knopf/Random House, 1988. ISBN 0394553330

### Outros trabalhos
- America's Security in the 1980s. London: International Institute for Strategic Studies, 1982.
- The Book: A Lecture Sponsored by the Center for the Book in the Library of Congress and the Authors’ League of America, Presented at the Library of Congress, October 17, 1979. Washington, DC: Livraria do Congresso, 1980.